# Olympische Sommerspiele 2024/Schwimmen – 400 m Lagen (Männer)
Der Schwimmwettkampf über 400 Meter Lagen der Männer bei den Olympischen Spielen 2024 in Paris wurde am 28. Juli 2024 in der Paris La Défense Arena ausgetragen. Titelverteidiger war der US-Amerikaner Chase Kalisz. Bereits 2016 in Rio de Janeiro konnte Kalisz die Silbermedaille über diese Distanz erreichen.

## Rekorde
Vor Beginn der Olympischen Spiele waren folgende Rekorde gültig:
| Weltrekord         | Léon Marchand  | 4:02,50 min | Fukuoka | 23. Juli 2023   |
| Olympischer Rekord | Michael Phelps | 4:03,84 min | Peking  | 10. August 2008 |

Während der Olympischen Spiele wurde folgender Rekord gebrochen:
| Olympischer Rekord | Léon Marchand | 4:02,95 min | Paris | 28. Juli 2024 |

## Titelträger
| Olympische Spiele 2020       | Chase Kalisz     | 4:09,42 min | Tokio             |
| Weltmeisterschaften 2024     | Lewis Clareburt  | 4:09,72 min | Doha              |
| Afrikaspiele 2023            | Jaouad Syoud     | 4:24,59 min | Accra             |
| Panamerikanische Spiele 2023 | Jay Litherland   | 4:15,44 min | Santiago de Chile |
| Asienspiele 2022             | Tomoru Honda     | 4:11,40 min | Hangzhou          |
| Europameisterschaft 2022     | Alberto Razzetti | 4:10,60 min | Rom               |
| Pazifikspiele 2023           | Nael Roux        | 4:41,15 min | Honiara           |

## Qualifikation
Als Olympische Normzeit (OQT) wurde eine Zeit von 4:12,50 Sekunden festgelegt. Athleten die diese Zeit im Qualifikationszeitraum (1. März 2023 bis 23. Juni 2024) erreichen dürfen an den Start gehen. Die Anzahl der Athleten ist auf maximal zwei pro NOK beschränkt. Darüber hinaus werden weitere Plätze an Schwimmer vergeben, die die Olympische Basiszeit (OCT) von 4:13,76 Sekunden geschwommen sind (maximal ein Schwimmer pro NOK). Über Universalstartplätze besteht eine weitere Chance für die Teilnahme, auch für Athleten die keine der beiden Normzeiten schwimmen konnten.

## Vorläufe
Die schnellsten 8 Athleten qualifizierten sich für das Finale.
| Rang | Lauf | Bahn | Athlet               | Nation             | Zeit        | Anmerkung |
| ---- | ---- | ---- | -------------------- | ------------------ | ----------- | --------- |
| 1    | 2    | 4    | Léon Marchand        | Frankreich         | 4:08,30 min | Q         |
| 2    | 2    | 3    | Max Litchfield       | Großbritannien     | 4:09,51 min | Q         |
| 3    | 2    | 5    | Daiya Seto           | Japan              | 4:10,92 min | Q         |
| 4    | 1    | 4    | Carson Foster        | Vereinigte Staaten | 4:11,07 min | Q         |
| 5    | 1    | 6    | Tomoyuki Matsushita  | Japan              | 4:11,18 min | Q         |
| 6    | 1    | 3    | Alberto Razzetti     | Italien            | 4:11,52 min | Q         |
| 6    | 2    | 6    | Lewis Clareburt      | Neuseeland         | 4:11,52 min | Q         |
| 6    | 2    | 8    | Cedric Büssing       | Deutschland        | 4:11,52 min | Q, NR     |
| 9    | 2    | 7    | Balázs Holló         | Ungarn             | 4:12,20 min |           |
| 10   | 1    | 8    | Zhang Zhanshuo       | China              | 4:12,71 min |           |
| 11   | 1    | 5    | Chase Kalisz         | Vereinigte Staaten | 4:13,36 min |           |
| 12   | 1    | 1    | William Petric       | Australien         | 4:13,58 min |           |
| 13   | 2    | 2    | Brendon Smith        | Australien         | 4:14,36 min |           |
| 14   | 1    | 7    | Gábor Zombori        | Ungarn             | 4:14,88 min |           |
| 15   | 1    | 2    | Apostolos Papastamos | Griechenland       | 4:15,32 min |           |
| 16   | 2    | 1    | Tristan Jankovics    | Kanada             | 4:18,23 min |           |

## Finale
| Rang | Bahn | Athlet              | Nation             | Zeit        | Anmerkung |
| ---- | ---- | ------------------- | ------------------ | ----------- | --------- |
| 1    | 4    | Léon Marchand       | Frankreich         | 4:02,95 min | OR        |
| 2    | 2    | Tomoyuki Matsushita | Japan              | 4:08,62 min |           |
| 3    | 6    | Carson Foster       | Vereinigte Staaten | 4:08,66 min |           |
| 4    | 5    | Max Litchfield      | Großbritannien     | 4:08,85 min | NR        |
| 5    | 7    | Alberto Razzetti    | Italien            | 4:09,38 min |           |
| 6    | 1    | Lewis Clareburt     | Neuseeland         | 4:10,44 min |           |
| 7    | 3    | Daiya Seto          | Japan              | 4:11,78 min |           |
| 8    | 8    | Cedric Büssing      | Deutschland        | 4:17,16 min |           |